# 산테우스타키오

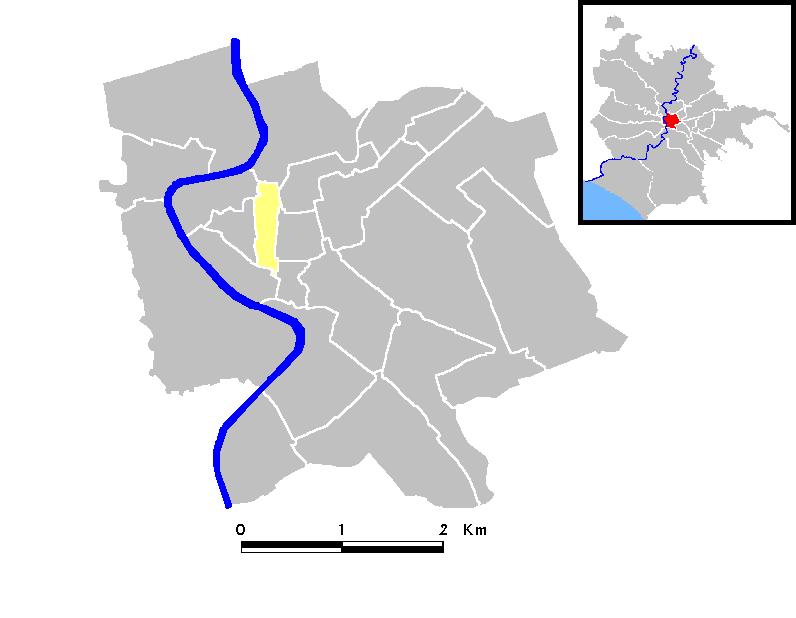
산테우스타키오의 위치

산테우스타키오(이탈리아어: Sant'Eustachio)는 이탈리아 로마의 리오네다. R. VIII라고 표기되며, 로마 1구에 속한다.